# 小叶羊角芹
小叶羊角芹（学名：Aegopodium alpestre f. tenuisectum）为伞形科羊角芹属下的一个变型。分布于中国大陆的陕西、河北、东北、山西、甘肃等地，生长于海拔450米至2,200米的地区，多生于山坡路旁及林下，目前尚未由人工引种栽培。

## 扩展阅读
- 維基物種上的相關：小叶羊角芹